# Maurits Cornelis Escher
Maurits Cornelis Escher (Leeuwarden, Hollandia, 1898. június 17. – Hilversum, Hollandia, 1972. március 27.) holland művész, akit fametszeteiről és kőnyomatairól ismerünk leginkább, amelyeken általában lehetetlen építményeket ábrázolt, a végtelent vizsgálta vagy olyan kapcsolódó geometriai formákat rajzolt, melyek fokozatosan teljesen más alakot öltenek.

## Ifjúsága
George Arnold Escher építőmérnök és második felesége, Sara Gleichman harmadik, legkisebb fiaként született, de voltaképpen ötödik fiú volt a családban, mert a mérnök apa első, fiatalon meghalt feleségétől született két fia is velük élt. A Mauk becenévre hallgató Maurits Cornelis Arnhemben tanult, majd a haarlemi Építészeti és Iparművészeti Iskolába került. Itt figyelt föl rá a fiatal tanár, Samuel Jessurun de Mesquita, akinek a kedvéért Escher grafikai stúdiumokba kezdett. Szinte kizárólag fametszettel foglalkozott ekkor, és ezt a technikát tökéletesen meg is tanulta mesterétől. A két művész közt a tanulmányok után is folytatódó, életre szóló barátság kezdődött.

## Házassága és további élete
Bár nem részesült magas szintű matematikai képzésben, a geometriai és matematikai problémák vizuális megjelenítése mindig fontos volt számára. Már diákkorában foglalkoztatták a szimmetriák és tükröződések különféle csoportjai, különösen a szabályos területfelosztások geometriája. 1922-től kezdve többször járt itáliai tanulmányutakon, ott, Ravello városkában ismerte meg későbbi feleségét, a svájci származású Jetta Umikert is, akivel 1924-ben Rómában telepedtek le. Két fiuk született, George és Arthur.

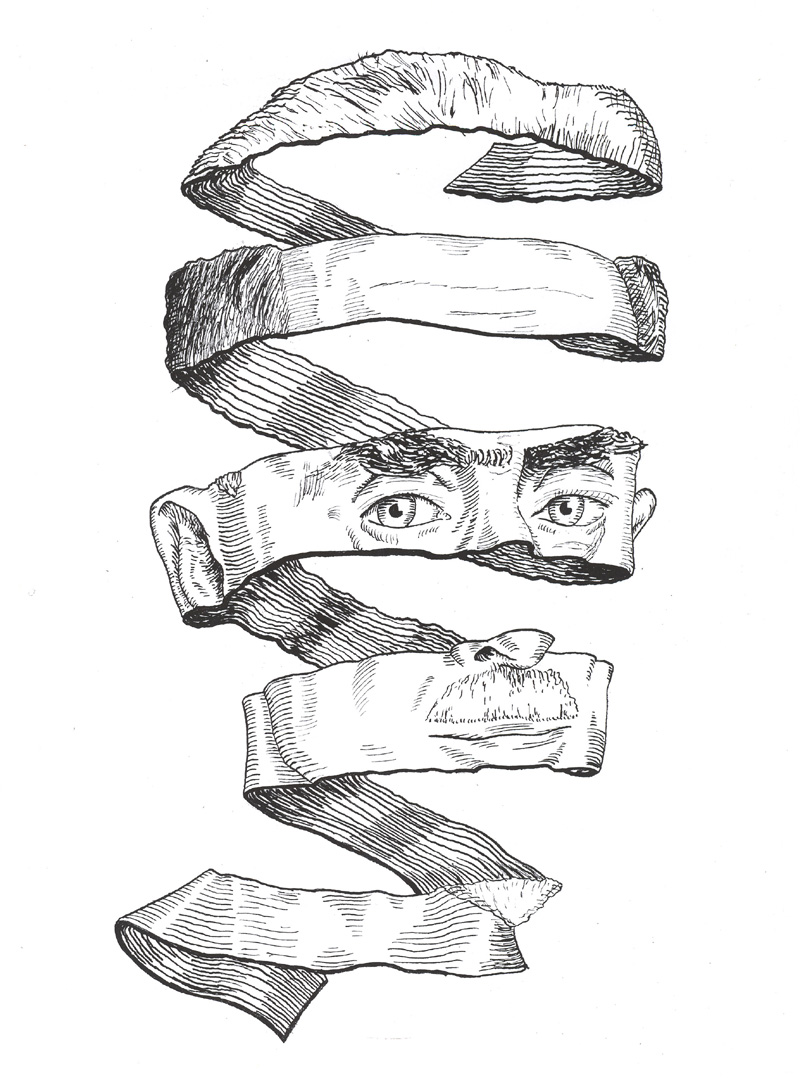
Egy tisztelője rajza a mesterről, az ő stílusában

Escher Rómából kiindulva számos utazást tett Olaszország különböző vidékein, és a meglátogatott helyszínek feltűnnek fametszetein és litográfiáin is: toszkán kisvárosok, (az Amalfi öböl környéke, Abruzzo, Calabria, Szicília). A formákban gazdag tájak, illetve az itáliai városkák építészeti gazdagsága és szerkezetük tagoltsága annyira lenyűgözték, hogy elsősorban a látvány megörökítésére koncentrált, bár a perspektivikus hatások és a geometrikus elemek ezeken a „vedutákon” is igen erőteljesek. 1934-ben lelkiismeretére hallgatva otthagyta a fasizálódó Olaszországot, Svájcba, majd a Brüsszel melletti Ukkelbe költöztek. Az ottani tájak és épületek azonban sokkal kevésbé hatottak rá, ezért elfordult a közvetlen természetábrázolástól, és ekkoriban kezdte meg – tulajdonképpen kényszerből – annak a filozofikus, látomásos képzeletbeli világnak a kidolgozását, amely később oly híressé tette. 
Az itáliai élmény elemei, elsősorban építészeti motívumai sokáig, voltaképpen élete végéig kísérték, és megjelentek azokon a műveken, amelyekből az úgynevezett „lehetetlen konstrukcióit” (három dimenzióban elképzelhetetlen, csak két dimenzióban megépíthető épületek) létrehozta (Négyfelszínű kisbolygó, Képtár, Fönt és lent, Belvedere, Vízesés ház stb.). Művészetének kiteljesedése miatt igen fontos volt az 1936-os utazás, amelynek során a spanyolországi Granada, Córdoba és Sevilla városába is eljutott. Tulajdonképpen egy Fiuméből induló, sok megállóval szabdalt hajós körutazás volt ez a Földközi-tengeren, amelyen a nem túl jómódú grafikus csak úgy tudott részt venni, hogy a hajós társaságnak megígérte, az út során készülő képeiből tizenkettőt nekik ajándékoz. Végig rajzolta az Alhambra, a La Mezquita és Alcazar díszítő motívumait, lenyűgözte a régi mór művészek geometriai tudása és az arabok absztrakt síkelemekkel operáló tevékenységét megkísérelte a figurativitás irányába bővíteni.

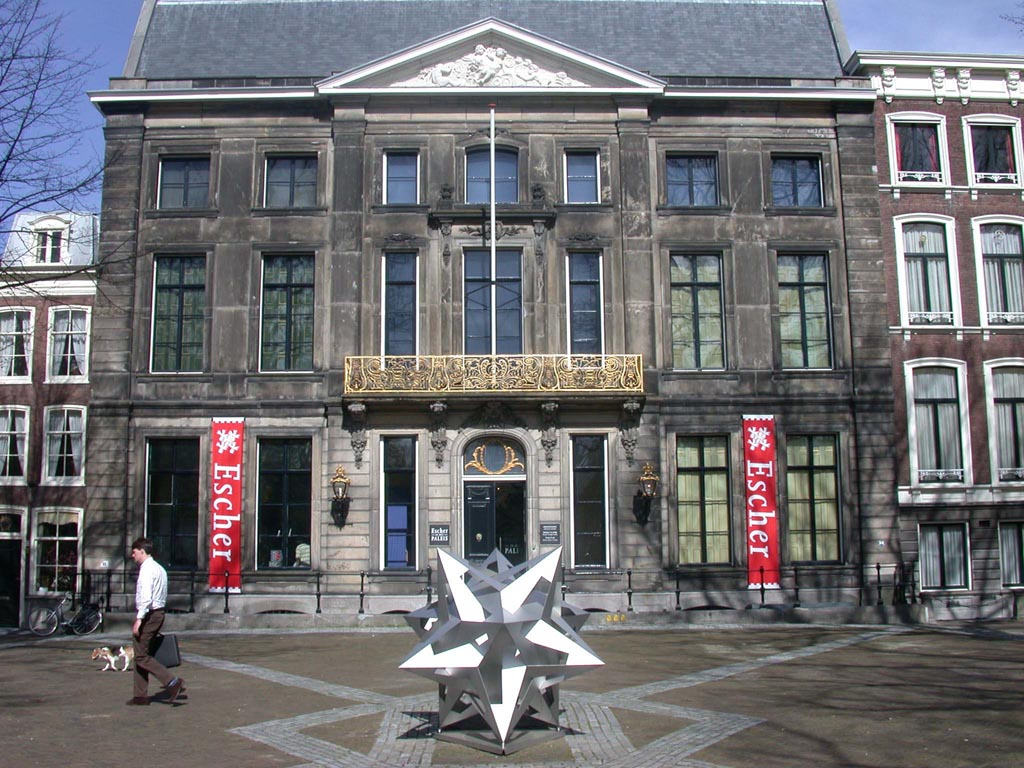
Az Escher Múzeum Hágában

A téma elméleti vonatkozásait is kutatta, így került kezébe Pólya György 1924-es német nyelvű cikke a szimmetriacsoportokról. Pólya mellett később több jeles tudóssal is levelezett, illetve személyes kapcsolatba került (Harold Scott MacDonald Coxeterrel és Roger Penrose-zal), sőt tanácsokat kapott tőlük újabb matematikai és geometriai problémák vizuális megjelenítéséhez.
1941-ben családjával együtt visszatért szülőhazájába és Baarnban telepedtek le. A náci megszállás idején képviselt következetes morális magatartásáért a háború után magas holland kitüntetésben részesült. Ugyanez az erkölcsi szigor jellemezte a magyarországi 1956-os forradalom szovjet leverését elítélő leveleit. Az ötvenes években kezdte megismerni a világ, méltatást publikált műveiről a Time és a Life magazin, amerikai egyetemeken tartott előadást, múzeumok vásároltak a munkáiból, filozófusok hivatkoztak rá, albumai jelentek meg Európában és az Egyesült Államokban, de a művészettörténet-írás gyakorlatilag máig figyelmen kívül hagyja. Ekkor készült három híres litográfiája, a „Belvedere”, a „Fölfelé-lefelé” és a „Vízesés ház”, amelyeket Bruno Ernst, Escher barátja, majd monográfusa a "legescherebb Escher műveknek" nevezett. 1970-ben Laren városába költöztek, ott élt és dolgozott 1972-ben bekövetkező haláláig.

## Escher és a "tribád"

A Penrose-háromszög, más néven "tribád"

Penrose-lépcső, amely a Fölfelé, lefelé című litográfiáján látható

Roger Penrose angol matematikus 1956-ban egy Amszterdamban rendezett matematikai konferencián, illetve a konferenciával egyidőben rendezett kiállításon találkozott először Escher munkáival. A fiatalembert foglalkoztatni kezdte a „lehetetlen tárgyak” világa, és hamarosan elkészítette a „tribádot”, vagyis azt a később róla elnevezett három négyzetes hasábból összeállított háromszögre emlékeztető testet, amely azonban csak két dimenzióban létezik, úgy könnyedén lerajzolható, három dimenzióban azonban megépíthetetlen. 1958 februárjában a British Journal of Psychology közölt cikket a lehetetlen háromszögről, s Penrose tisztelete jeléül küldött egy különlenyomatot Eschernek. Ugyanebben a számban Roger Penrose édesapja, Lionel Penrose fizikus és csillagász is publikált egy lehetetlen tárgyat, az önmagába visszatérő végtelen lépcsőt. Escher mindkét tervet hamarosan felhasználta, a tribád alapján készült a „Vízesés ház”, a lépcsősor pedig a „Fölfelé, lefelé” című litográfián jelent meg. 
Sem a két Penrose, sem Escher nem tudta, hogy egy svéd művész, Oscar Reutersvärd már jóval korábban készített lehetetlen tárgyakat, anélkül, hogy publikálta volna őket. A tribádot még diák korában, 1934-ben rajzolta le először, és az évek során számos variációját elkészítette. Reutersvärd megismerve az egyre népszerűbbé váló Escher életművet, megpróbálta levélben fölvenni a kapcsolatot Escherrel, megemlítve, hogy maga is hasonló „lehetetlenségekkel” kísérletezik, ám Eschertől nem érkezett válasz. Nem tudhatjuk, eljutott-e a levél a holland kollégához. Reutersvärd szerényen és következetesen dolgozott tovább. Passziójává lett a paradoxonok rajzolása, és nem szegte kedvét, hogy az általa kiötlött „tribád” világkarrierje során az ő nevét soha nem említették meg. Lehetetlen tárgyak százait, variációk ezreit rajzolta le, ám Svédország határain túl csak alig ismerték. [forrás?]

## Munkái (válogatás)
- 1928 Bábel tornya, fametszet
- 1930 Castrovalva, litográfia
- 1930 Palizzi, Calabria, fametszet
- 1930 Pentedattilo, Calabria, litográfia
- 1931 Atrani, Amalfi öböl, litográfia
- 1931 Ravello és az Amalfi tengerpart, litográfia
- 1934 Still Life with Spherical Mirror, litográfia
- 1935 St. Péter Bazilika, fametszet
- 1937 Still Life and Street, fametszet
- 1937 Metamorphosis, fametszet
- 1938 Nappal és éjszaka, fametszet
- 1945 Three Spheres, fametszet
- 1946 Magic Mirror, litográfia
- 1946 Another World I., mezzotinta
- 1947 Another World II., fametszet
- 1947 Fölfelé és lefelé, litográfia
- 1948 Rajzoló kezek, litográfia
- 1950 Order and Chaos (Contrast), litográfia
- 1950 Rippled Surface, fametszet és linóleummetszet
- 1951 House of Stairs, litográfia
- 1952 Gravitáció, litográfia és vízfesték
- 1953 Relativitás, litográfia
- 1955 Convex and Concave, litográfia
- 1955 Three Worlds, litográfia
- 1956 Print Gallery, litográfia
- 1958 Belvedere, litográfia
- 1960 Ascending and Descending, litográfia
- 1961 Fallingwater, litográfia
- 1963 Möbius Strip, fametszet
- 1969 Kígyók, fametszet

## Bibliográfia
- M. C. Escher, The Graphic Work of M. C. Escher, Ballantine, 1971, Escher saját képismertetőivel
- Locher, J. L. (2000) The Magic of M. C. Escher. Harry N. Abrams, Inc. ISBN 0-8109-6720-0
- Ernst, Bruno; Escher, M. C. (1995) The Magic Mirror of M. C. Escher (Taschen Series). TASCHEN America Llc. ISBN 1-886155-00-3 Escher's art with commentary by Ernst on Escher's life and art, including several pages on his use of polyhedra.
- Schattschneider, Doris and Walker, Wallace. M. C. Escher Kaleidocycles, Pomegranate Communications; Petaluma, CA, 1987. ISBN 0-906212-28-6 .
- Schattschneider, Doris. M. C. Escher : visions of symmetry, New York, N. Y. : Harry N. Abrams, 2004. ISBN 0-8109-4308-5
- M. C. Escher's legacy : a centennial celebration ; collection of articles coming from the M. C. Escher Centennial Conference, Rome, 1998 / Doris Schattschneider, Michele Emmer (editors). Berlin ; London : Springer-Verlag, 2003. ISBN 3-540-42458-X (alk. paper), ISBN 3-540-42458-X (hbk).
- M. C. Escher: His Life and Complete Graphic Work ; By J. L. Locher, Amsterdam 1989
- H. S. M. Coxeter, M. Emmer, R. Penrose and M. L. Teuber, M. C. Escher : Art and Science. North-Holland (Amsterdam, 1987), (ISBN 0-444-70011-0)
- Bérczi Sz.: Escherian and Non-Escherian Developments of New Frieze Types in Hanti and Old Hungarian Communal Art. in: H. S. M. Coxeter, M. Emmer, R. Penrose and M. L. Teuber, M. C. Escher : Art and Science, 349-358. old. North-Holland (Amsterdam, 1987)(ISBN 0-444-70011-0)
- C. H. MacGillvary, Symmetry aspects of M. C. Eschers Periodic drawings (1965)
- Schattschneider, Visions of Symmetry (New York, 1990)
- S. Strauss, M. C. Escher (The Globe and Mail, 9 May 1996)
- Schattschneider, Doris, Visions of Symmetry: Notebooks, Periodic Drawings and Related Work of M. C. Escher. New York: W. H. Freeman, 1990
- Bruno Ernst: Der Zauberspiegel des M. C. Escher, Taco Verlagsgesellschaft und Agentur, Berlin, 1986
- Orosz István: Művészet vagy tudomány? M. C. Escher művészetéről, Múzsák. 1992/3
- Orosz István: The Mirrors of the Master. Escher Legacy, Springer-Verlag, Berlin, Heidelberg, New York, 2003
- Orosz István: Escher emlékkiállítás Japánban, Galéria Művészeti Magazin. 1999. augusztus
- Készman József: A látvány mérnöke – Hommage á Maurits Cornelius Escher, Balkon, 1998/11.
- Orosz István: Egynémely lehetetlenségekről. In memoriam Oscar Reutersvärd, Vízjel. 2003